# ツンデレ娘 奥手な初体験
『ツンデレ娘 奥手な初体験』（つんでれむすめ おくてなはつたいけん）は、2019年5月17日に公開された日本映画。R-18指定作品。

## 概要
2019年5月17日公開。小関裕次郎の監督デビュー作であり、主演を務めるあべみかこも映画初出演、初主演。小関は「徹底的に新人の方を揃えた」と男性主演の市川を含め、主要キャストはピンク映画初出演となる顔ぶれをキャスティングしている。脇を固める俳優陣、スタッフには新人を支えるべく常連組やベテランを起用。主な撮影場所は群馬県。撮影は4日間で終えている。
2020年開催のピンク映画ベストテンでは一般投票3位を獲得。主演のあべは本作の演技が評価され、新人女優賞を受賞した。
2020年9月25日から行われるUPLINK渋谷での特集上映「OP PICTURES TEAM若 -WAKA-」で初の一般劇場公開。

## ストーリー
単線終着駅のその先にある田舎・澤井村。ここには田畑が広がり、近隣には巨大なショッピングモールがある。ここに暮らすちひろは理想の彼氏を追い求めすぎたためか、アラサーを迎えていまだに処女。こじらせたままはまずいと思ったちひろは、同じ村役場に勤務する人畜無害な生真面目男・恭平を呼び出しラブホテルに誘うのだが、お互いアダルトビデオで見たセックスしか知らない処女と童貞のため、ぎこちないまま失敗に終わる。
ある日、村役場では地域を挙げて若者を盛り上げ、過疎化を解消するため、村おこし婚活パーティーを開催することになる。女性が集まらないこともあり、本末転倒ながら役場の女性も参加することに。役場の小さな恋愛模様が今、交錯する。

## 登場人物

### 村役場の人物
畠山ちひろ
演 - あべみかこ
もうすぐ三十路の澤井村役場職員。学生時代には童顔美少女で人気者だったが、そのときちやほやされたことで自意識だけ高く、いまだに処女。
社交性はあるものの地元の村役場に就職したこともあり、行動範囲は狭く、服装なども地味目。性の情報はググった情報だけ蓄えており、処女を打破するため害のなさそうな恭平を“クラブ活動”として誘う。
根本緑子
演 - 月ヶ瀬ゆま
澤井村役場職員。上司の沢村と不倫中。家族と暮らしていることから、ちひろと同じく村出身だと思われるが、不便さゆえ嫁に行くなら都会と決めている。恭平が童貞だと知ると、今の状況を忘れたい思いから「練習台」を志願する。自称「都合のいい女」。年齢は恭平より上で、喫煙者。
浄土恭平
演 - 市川洋平
ちひろと幼なじみの童貞。黒縁眼鏡の真面目人間で澤井村の役場に勤務。何事にも理由が欲しい性格で、童貞卒業は好きな人とがいいと決めていたため風俗も未経験。ちひろに毒にも薬にもならない男として見られていないことに怪訝な思いを抱きながらも、ラブホテルに誘われて以来、気になる女子として意識してしまう。
実はAVヘビーユーザーであるが、コンドームのつけ方などAVで映されていない情報は知識がない。やや勃起不全の節があり、口癖は「ごめん」。
沢村道明
演 - ダーリン石川
役場の課長。結婚しているが緑子と不倫中（4年目）。婚活パーティーの事実上の仕切り役。

### アダルトビデオ出演者
綾波零子
演 - 美原すみれ
恭平お気に入りのAV女優。恭平の妄想の中にも“出演”しており、勃たない恭平にバイアグラを進める。
ベレッタ黒岩
演 - 山本宗介
ちひろが好きなカリスマAV男優。おもに女性向けAVに出演するいわゆるエロメン。零子との共演作もある。
大和亮二
演 - 可児正光
零子作品に出演するAV男優。
広瀬すずめ
演 - しじみ
ベレッタ作品に出演する“芸名は広瀬すず似”の女優。

### その他周辺人物
小笠原勇之介
演 - 西本竜樹
恭平のいとこ。独身。通称：勇ちゃん。元自衛隊員で現在は家業のキャベツ農家を継ぐ。恭平のAV好きを知る数少ない人物であり、自身もAVコレクターである。

男A
演 - 安藤ヒロキオ
婚活パーティーに参加する村の男性。趣味は映画観賞。

恭平の母
演 - 佐倉萌
割烹着を着る母親。夫亡きあと、いろりのある家を守る。
畠山史乃
演 - 須藤未悠
ちひろとともに暮らす妹。農協勤務の男性と結婚予定。
婚活セミナー講師
演 - 和田光沙
村の婚活パーティーをコンサルティングする女性。
恭平の父
演 - 森羅万象
笑顔で遺影に写る父。

## スタッフ
- 監督：小関裕次郎[1]
- 脚本：井上淳一[1]
- 撮影監督：創優和
- 編集：有馬潜
- 助監督：坂本礼、女池充[1]
- スチール：本田あきら
- 音楽：どるたん＋しゃあみん
- 録音：小林徹哉
- 整音：Bias Technologist
- ヘアメイク：佐倉萌
- 監督助手：植田浩行、今村嶺
- 撮影助手：宮原かおり、中津愛
- 演出部応援：山嵜晋平
- 車両：鈴木英生
- 協力：渡邊元嗣、加藤義一[1]
- 制作協力：飴屋当兵衛商店
- 仕上げ：東映ラボ・テック
- 制作：フィルム・クラフト
- 提供・配給：オーピー映画